# Поноћна трка
Поноћна трка (енгл. Midnight Run) је америчка акциона комедија из 1988. године режисера Мартина Бреста, са Робертом де Ниром, Чарлсом Гродином, Јафетом Котом, Џоном Ештоном, Денисом Фарином и Џоом Пантолијаном у главним улогама.
Филм је премијерно реализован 20. јула 1988. године у укупно 1.158 биоскопа, зарадивши 5,5 милиона $ током првог викенда премијере, док је у Северној Америци успео да прикупи 38,4 милиона $ и 43,2 милиона $ у остатку света, тако да укупна зарада износи 81,6 милиона $.
Изазвао је бројне позитивне реакције публике и критичара, који су највише похвала упутили ка режији Мартина Бреста и глумачком перформансу Де Нира и Гродина. Де Ниро је такође био номинован за награду Златни глобус у категорији најбољег главног глумца у играном филму (мјузикл или комедија), док је сам филм био номинован за исту награду у категорији најбољег играног филма (мјузикла или комедије).
Критичарски и комерцијални успех филма је такође довео до неколико телевизијских наставака, у којима се не појављује нико од глумаца из овог филма, али се појављују неки од главних ликова које тумаче други глумци.

## Радња
Џек Волш је жестоки бивши полицајац, а сада ловац на уцене, којем је понуђено 100 хиљада долара, да у року од 5 дана из Њујорка у Лос Анђелес приведе мафијашког књиговођу Џонатана Мардукаса, који је проневерио 15 милиона мафијашких долара, донирао их у добротворне сврхе, а затим побегао. Звучи као једноставан задатак, али претвориће се у трку дуж целе земље, а да ствари буде горе, Мардукаса мафија жели да елиминише пошто му је глава уцењена, а Волш са друге стране ни не слути да га ФБИ јури као потенцијалног сведока...

## Улоге
| Глумац           | Улога                                |
| ---------------- | ------------------------------------ |
| Роберт де Ниро   | Џек Волш                             |
| Чарлс Гродин     | Џонатан "Војвода" Мардукас           |
| Јафет Кото       | специјални агент ФБИ-ја Алонзо Мозли |
| Џон Ештон        | Марвин Дорфлер                       |
| Денис Фарина     | Џими Серано                          |
| Џо Пантолијано   | Еди Москоне                          |
| Филип Бејкер Хол | Сидни                                |
| Ричард Форонџи   | Тони Дарво                           |
| Роберт Миранда   | Џои                                  |
| Џек Кихо         | Џери Гајслер                         |
| Венди Филипс     | Гејл                                 |
| Данијела Дукло   | Дениз Волш                           |
| Френ Брил        | Дана Мардукас                        |
| Том Маклестер    | Бил Ред Вуд                          |
| Трејси Волтер    | бармен у ресторану                   |
| Џон Толс-Бег     | Монро Буше                           |
| Лоис Смит        | гђа. Хелен Нелсон                    |
| Том Ирвин        | агент Пери                           |
| Џими Реј Викс    | агент Татл                           |
| Френк Пеш        | Кармајн                              |